# خلية بركينيي
خلايا بركينيي أو عصبون بركينيي (الاسم العلمي: Purkinje cell) هي فئة من العصبونات المنتجة للناقل العصبي غابا والموجودة في المخيخ. سميت هذه الخلايا نسبة لمكتشفها عالم التشريح التشيكي جان بركينيي، والذي وصف تلك الخلايا عام 1839.

## البنية

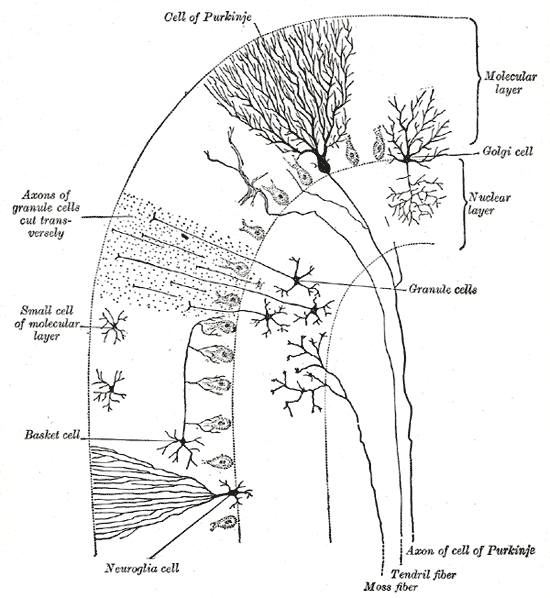
مقطع عرضي في الجريب المخيخيّ، يُظهر خلايا بركينيي في المركز في الأعلى

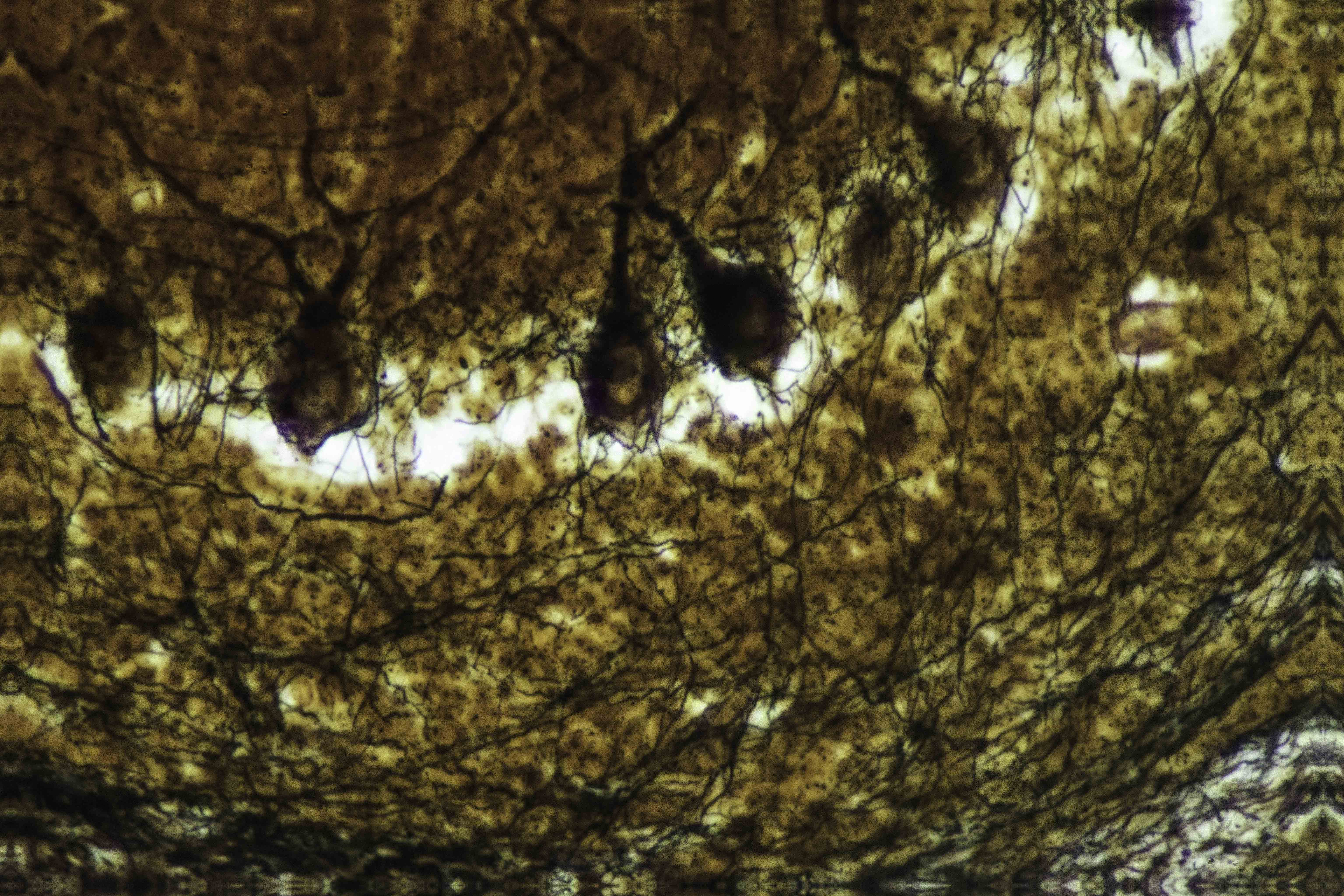
بقع فضية في المخيخ تظهر خلايا بركينيي.

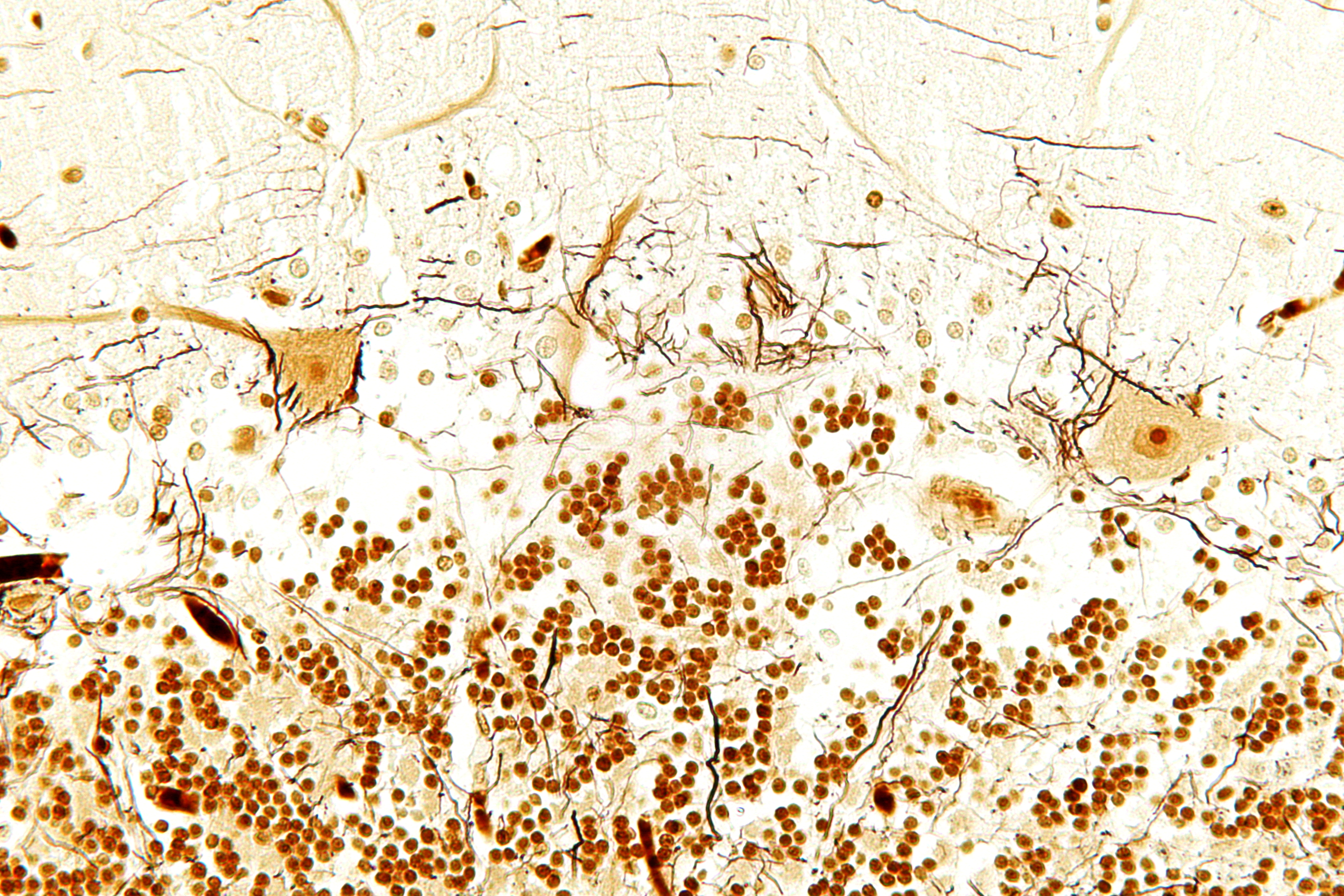
خلايا بركينيي. بقع بيلشوكي

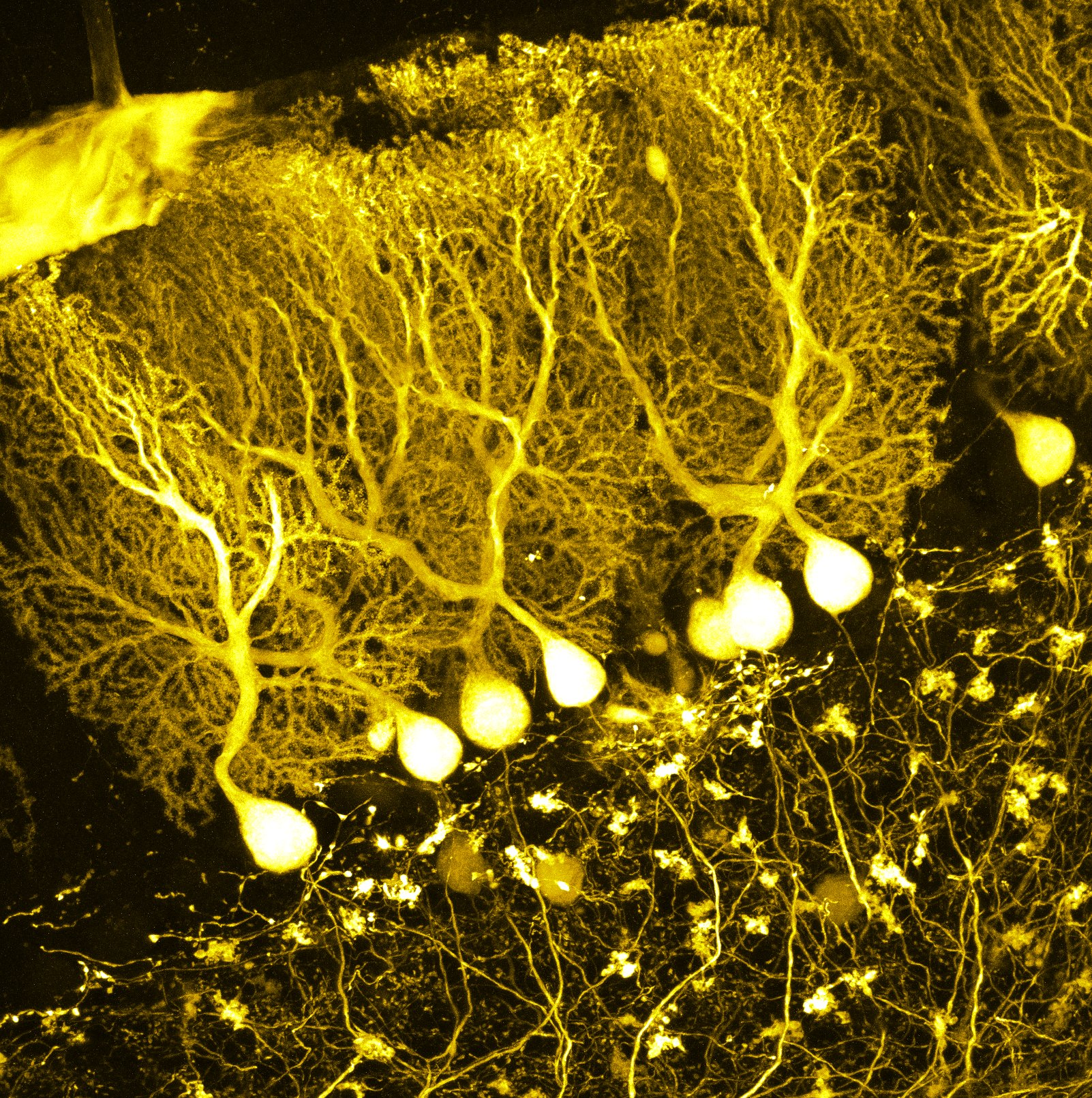
صورة ميكروسكوبية لخلايا بركينيي وهي تعبر عن بروتين tdTomato المضيء.

تعد هذه الخلايا واحدة من أكبر الخلايا العصبية في الدماغ (خلايا بتز هي أكبرها)، وتمتلك زوائد شجرية دقيقة ومعقدة، وتتصف تلك الزوائد بالعدد الكبير لتفرعاتها. وتوجد خلايا بركينيي في طبقة بركينيي في المخيخ، وتكون تلك الخلايا مصطفة كأحجار الدومينو متراصة الواحدة أمام الأخرى. تشكل الزوائد الشجرية طبقات ثنائية الأبعاد تعبر من خلالها الألياف المتوازية القادمة من الطبقات الأعمق للمخيخ، تشكل تلك الألياف المتوازية تشابكات مهيجة غلوتاماتية ضعيفة نسبياً مع تفرعات زوائد خلايا بركينيي، بينما تشكل الألياف المتسلقة القادمة من النواة الزيتونية السفلى تشابكات مهيجة قوية جداً مع الزوائد الشجرية القريبة ومع جسد خلية بركينيي. تعبر الألياف المتوازية عامودياً عبر زوائد عصبون بركينيي الشجرية، ويصل عددها نحو 200,000 من تلك الألياف المتوازية مشكلة تشابكات خلايا حبيبية-خلايا بركينيي حيث تتشابك مجموعة من الألياف مع خلية بركينيي واحدة، كل خلية من خلايا بركينيي تستقبل حوالي 500 تشابك من الألياف المتسلقة، جميعها قادمة من ليف متسلق واحد. تزود الخلايا السليّة والخلايا النجميّة (موجودتان في الطبقة الجزيئية للمخيخ) أوامر مثبطة (غابا) لخلايا بركينيي، حيث تتشابك الخلايا السليّة مع بداية محور عصبون بركينيي، وتتشابك الخلايَا النجمية مع الزوائد الشجرية.
ترسل خلايا بركينيي إشارات مثبطة نحو أنوية المخيخ، وتعد المخرج الأساسي لكل المنظمات الحركية في قشرة المخيخ.

### جزيئياً
تعبر طبقة بركينيي في المخيخ -التي تحتوي على خلايا بركينيي وخلايا بيرغمان الدبقية- عن عدد كبير من الجينات المميزة. وقد طرحت فكرة أن هنالك علامات جينية محددة لطبقة بركينيي من خلال مقارنة نتاجات أحماض نووية رسولة لفأر لديه عوز في خلايا بركينيي وفأر بري عادي. من الأمثلة التوضيحية لهذا الأمر هو البروتين 4 في خلية بركينيي (PCP4 [الإنجليزية]) في فئران معدلة جينياً، حيث أظهرت تلك الفئران تلفاً في التعلم الحركي وتأثر ملحوظ في للدونة المشبكية في عصبونات بركينيي. تقوم بروتينات PCP4 بتسريع ارتباط وفك ارتباط الكالسيوم مع الكالموديولين في سيتوبلازم خلايا بركينيي، وغياب تلك البروتينات يعطل فيزيولوجية هذه العصبونات.

### النمو
هنالك دليل من فئران التجارب والبشر أن خلايا نخاع العظام تندمج مشكلة خلايا بركينيي أو أنها تنتجها، ومن الممكن كذلك أن يكون لدى خلايا النخاع العظمي دور في إصلاح إصابات الجهاز العصبي المركزي بشكل مباشر أو غير مباشر. وتشير مزيد من الأدلة إلى إمكانية وجود سلف مشترك من الخلايا جذعية لكل من خلايا بركينيي، والخلايا البائية، والخلايا المنتجة للألدوستيرون في القشرة الكظرية

## الوظيفة
تُظهر خلايا بركينيي شكلين منفصلين من النشاطات الإلكتروفيزيولوجية:
- تصاعدات بسيطة تحدث بوتيرة 17-150 هيرتز (رامين وبين،1999)، إما تلقائياً أو عند تهييج خلايا بركينيي بفعل الألياف المتوازية.
- تصاعدات معقدة بطيئة وبمعدل 1-3 هيرتز، تتميز بتصاعد مبدأي ذو سعة كبيرة طويلة المدة، متبوعاً بجهود فعل صغيرة السعة وبتردد عالي. تسبب الألياف المتسلقة هذا النوع من التصاعدات، ويمكن للألياف المتسلقة أن تنشئ جهود فعل في الزوائد الشجرية من خلال نواقل الكالسيوم. وبسبب التأثير القوي للتصاعدات المعقدة، يمكن لها أن تمنع نشوء التصاعدات البسطية.[17] تظهر خلايا بركينيي نشاطاً إلكتروفيزيولوجياً تلقائياً على شكل سلسة من التصاعدات المعتمدة على الكالسيوم أو الصوديوم. قدم هذا التصور في البداية على يد رودولفو ليناس [الإنجليزية]. قنوات الكالسيوم نوع P سميت نسبة لخلايا بوركينجي حيث عثر عليهن لأول مرة، وتؤدي تلك القنوات وظيفة مهمة في عمل المخيخ. من المعلوم أن تهييج خلايا بركينيي بفعل الألياف المتسلقة يمكن أن ينقل حالة الخلية من الهدوء إلى النشاط التلقائي، والعكس صحيح، أي أنها تعمل كمفتاح تشغيل.[18] إلا أن هذه الاكتشافات واجهت تحديات من دراسة أخرى تقترح أن الوظيفة التشغيلية للألياف المتسلقة تحدث عادة في الحيوانات المخدرة وأن خلايا بركينيي إجمالاً تعمل بشكل متواصل في الحيوانات اليقظة.[19] إلا أن هذه الدراسة واجهت تحديات أيضاً[20] إذ رصدت حالة من تشغيل خلايا بركينيي في القطط اليقظة.[21] أجري كذلك محاكاة على الكومبيوتر لعمل خلايا بركينيي، وأظهرت تلك المحاكاة أن الكالسيوم داخل الخلية مسؤول عن تشغيلها.[22]

تقترح بعض الاكتشافات أن زوائد خلايا بركينيي تنتج إندوكانابينويدات يمكنها أن تبطئ كلا التشابكات المهيجة والمثبطة بشكل مؤقت. تتحكم مضخات الصوديوم والبوتاسيوم بالنشاط الداخلي لخلية بركينيي. مما يقترح بأن المضخة قد لا تكون «عامل استتباب» وحفظ لمكونات الخلية، وإنما كمعالج في المخيخ والدماغ. إن حدوث طفرة في مضخة الصوديوم بوتاسيوم يسبب حالة سريعة من انقباضات باركينسون، وأعراض تلك الحالة تشير إلى أنه خلل في الحسابات والمعالجة في المخيخ. كذلك فإن استعمال سم الوابين الذي يوقف مضخات صوديوم-بوتاسيوم على فئران حية أدى إلى ترنحها ووانقباضات في عضلاتها. تشير العديد من البيانات المخبرية إلى أن مضخات البوتاسيوم-صوديوم تنتج فترات سكون طويلة (>> 1 ثانية) في خلية بركينيي، وقد يكون لتلك الفترات دور في المعالجة والحساب. يثبط الكحول مضخات الصوديوم-بوتاسيوم في المخيخ، وهو ما يشرح تأثيرها السلبي على توازن الجسد وعلى حسابات المخيخ.

## الأهمية السريرية
يمكن أن تتضرر خلايا بركينيي لعدة أسباب عند البشر منها: التعرض للسموم؛ كالكحول أو الليثيوم، أمراض مناعية ذاتية؛ كطفرات جينية تسبب ترنح نخاعي مخيخي، أو ترنح غلوتيني، أو مرض انفريشت-لندبورغ، أو التوحد، أمراض التحلل العصبي التي لم يعلم لها سبب جيني؛ كالترنح المتقطع والضمور عديد الأنظمة المخيخي.
الترنح الغلوتيني هو مرض مناعي ذاتي يحفز عند تناول الغلوتين. وإن موت خلايا بركينيي الناتج عن التعرض للغلوتين لا يعكس. والفحص المبكر والعلاج بحمية خالية من الغلوتين يمكنه أن يقلل من الترنح وأن يمنع تطوره. أقل من 10% ممن لديهم ترنحا غلوتينياً تظهر عليهم آثار في جهازهم الهضمي، ويعاني 40% من الأشخاص من إصابات معوية. مشكل
التحلل العصبي، تحديدا مرض الترنح النخاعي المخيخي نوع-1 (SCA1) يسبب بفعل توسع حزمة عديدة الغلوتامين في بروتين الأتاكسين 1. هذا الخلل في الأتاكسين 1 يسبب تلفاً في الميتوكندريا في خلايا بركينيي، مما يؤدي إلى تحلل الخلايا مبكراً. فيؤدي إلى اختلال التوازن الحركي، ثم الموت.
يمكن لبعض الحيوانات المستأنسة كالخيل والكلاب والقطط أن تتعرض لحالة من ضمور خلايا بركينيي مباشرة بعد الولادة، وتسمى بضمور حيوية المخيخ. يمكن لهذه الحالة أن تؤدي إلى أعراض كالترنح، الرعاش، ردود فعل زائدة، جمود أو خطوات صعبة، عدم وعي واضح في موقع القدم، وعدم قدرة عامة على تحديد البعد والمحيط. هنالك حالة أخرى مشابهة تحدث عند فشل خلايا بركينيي في النمو أثناء الحمل أو موتها قبل الولادة وتسمى بانكماش المخيخ.
الحالات الجينية كمتلازمة لويس بار ومرض نيمان-بيك نوع-ج، وكذلك المتلازمة اليد المهتزة، تحتوي على فقدان لخلايا بركينيي. في مرض الزهايمر، تظهر أحيانا أمراض في الحبل الشوكي، وكذلك نقصان لتفرعات الزوائد الشجرية في خلية بركينيي. يمكن أن تضرر الخلية كذلك من فيروسات داء الكلب التي تنتقل من مكان العدوى في الجهاز العصبي المحيطي إلى الجهاز المركزي.

## اقرأ أيضاً
- مخيخ
- تآزرية العضلات
- رنح